# Hodász, Szabolcs-Szatmár-Bereg
Hodász  este un sat în districtul Mátészalka, județul Szabolcs-Szatmár-Bereg, Ungaria, având o populație de 3.482 de locuitori (2011). 

## Demografie
Componența etnică a satului Hodász
     Maghiari (80,09%)
     Romi (19,73%)
     Alții (0,18%)
Componența confesională a satului Hodász
     Greco-catolici (36,56%)
     Reformați (26,05%)
     Romano-catolici (8,79%)
     Fără religie (3,93%)
     Necunoscută (24,44%)
     Alte religii (9,56%)
Conform recensământului din 2011, satul Hodász avea 3.482 de locuitori. Din punct de vedere etnic, majoritatea locuitorilor (80,09%) erau maghiari, cu o minoritate de romi (19,73%). Nu există o religie majoritară, locuitorii fiind greco-catolici (36,56%), reformați (26,05%), romano-catolici (8,79%) și persoane fără religie (3,93%). Pentru 24,44% din locuitori nu este cunoscută apartenența confesională.